# 西盆地省 (剛果共和國)
西盆地省（法語：Cuvette-Ouest）是剛果共和國西北部的一個省份，首府埃沃，北臨桑加省，東面和南面是盆地省，西接加蓬，面積27,200平方公里，下分6縣，2007年人口156,044。
該省曾多次發生伊波拉出血熱疫情。
1. ↑  . hdi.globaldatalab.org.   [2018-09-13] （英语）.